# Calamagrostis kotulae
Calamagrostis kotulae là một loài thực vật có hoa trong họ Hòa thảo. Loài này được Zapal. mô tả khoa học đầu tiên năm 1904.